# Strepsicrates coriariae
Strepsicrates coriariae är en fjärilsart som beskrevs av Toshio Oku 1974. Strepsicrates coriariae ingår i släktet Strepsicrates och familjen vecklare. Inga underarter finns listade i Catalogue of Life.